# Jovan Aćimović
Jovan "Kule" Aćimović (srbsky: Јован Аћимовић Kулe; * 21. června 1948, Bělehrad) je bývalý srbský fotbalista, záložník, který reprezentoval Jugoslávii. S její reprezentací získal stříbrnou medaili na mistrovství Evropy v roce 1968, nastoupil na tomto turnaji ve dvou utkáních. Zúčastnil se i mistrovství Evropy roku 1976 (4. místo; 2. utkání) a mistrovství světa v roce 1974 (7. místo; 6 utkání). Za národní tým nastupoval v letech 1968–1976 a odehrál za něj 55 utkání, v nichž vstřelil 3 branky. Do jugoslávské nejvyšší soutěže naskočil v klubu OFK Bělehrad (1964-1965), ale nepřipsal si ligový start. Poté strávil dlouhá léta v dresu Crvene Zvedzy Bělehrad (1965-1976). Na konci kariéry strávil dvě sezóny v Bundeslize, jako hráč 1. FC Saarbrücken (1976-1978). Poté hrál nižší jugoslávské soutěže, mj. za Sinđelić Bělehrad. Za Crvenu Zvezdu odehrál celkem 519 utkání, ve kterých nastřílel 113 gólů. Získal s ní čtyři tituly mistra Jugoslávie (1968, 1969, 1970, 1973), třikrát jugoslávský pohár (1968, 1970, 1971) a Středoevropský pohár v roce 1968. Drží klubový rekord v počtu startů v evropských pohárech (51 zápasů, z toho 20 v Poháru mistrů), v počtu ligových startů (237) je na 4. místě. Od roku 2016 je viceprezidentem Crvene Zvezdy.